# Community Shield 2016
Community Shield 2016 byl 94. ročník anglického fotbalového superpoháru zvaného Community Shield, pořádaného anglickou fotbalovou asociací (FA). Zápas se odehrál 7. srpna 2016 na londýnském stadionu Wembley. Účastníky byli vítěz Premier League sezóny 2015/16 Leicester City FC, a vítěz anglického poháru ve stejném roce Manchester United FC.

## Statistiky zápasu
| 7. srpna 2016 17:00 SELČ |        |                             |                                                       |
| Leicester City FC        | 1 : 2  | Manchester United FC        | Wembley, Londýn diváci: 85 437 rozhodčí: Craig Pawson |
| Vardy 52'                | Report | 32' Lingard 83' Ibrahimović | Wembley, Londýn diváci: 85 437 rozhodčí: Craig Pawson |

| Leicester City FC | Manchester City FC |

| B               | 1  | Kasper Schmeichel |     |     |
| PO              | 17 | Danny Simpson     | 40' | 63' |
| SO              | 6  | Robert Huth       |     | 89' |
| SO              | 5  | Wes Morgan        |     |     |
| LO              | 28 | Christian Fuchs   |     | 80' |
| PZ              | 26 | Riyad Mahrez      |     |     |
| SZ              | 10 | Andy King         | 55' | 62' |
| ST              | 4  | Danny Drinkwater  |     |     |
| LZ              | 11 | Marc Albrighton   |     | 46' |
| Ú               | 20 | Shinji Okazaki    |     | 46' |
| Ú               | 9  | Jamie Vardy       | 75' |     |
| Náhradníci:     |    |                   |     |     |
| B               | 21 | Ron-Robert Zieler |     |     |
| O               | 2  | Luis Hernández    |     | 63' |
| O               | 15 | Jeffrey Schlupp   |     | 80' |
| Z               | 22 | Demarai Gray      |     | 46' |
| Z               | 24 | Nampalys Mendy    |     | 62' |
| Ú               | 7  | Ahmed Musa        |     | 46' |
| Ú               | 23 | Leonardo Ulloa    |     | 89' |
| Trenér:         |    |                   |     |     |
| Claudio Ranieri |    |                   |     |     |

| B             | 1  | David de Gea        |     |     |       |
| PO            | 25 | Antonio Valencia    |     |     |       |
| SO            | 3  | Eric Bailly         | 71' |     |       |
| SO            | 17 | Daley Blind         |     |     |       |
| LO            | 23 | Luke Shaw           |     | 69' |       |
| SZ            | 16 | Michael Carrick     |     | 61' |       |
| SZ            | 27 | Marouane Fellaini   |     |     |       |
| PZ            | 14 | Jesse Lingard       |     | 63' |       |
| SZ            | 10 | Wayne Rooney        |     | 87' |       |
| LZ            | 11 | Anthony Martial     |     | 70' |       |
| SÚ            | 9  | Zlatan Ibrahimović  |     |     |       |
| Náhradníci:   |    |                     |     |     |       |
| B             | 20 | Sergio Romero       |     |     |       |
| O             | 5  | Marcos Rojo         |     | 69' |       |
| Z             | 8  | Juan Mata           |     | 63' | 90+3' |
| Z             | 21 | Ander Herrera       |     | 61' |       |
| Z             | 22 | Henrich Mchitarjan  |     |     | 90+3' |
| Z             | 28 | Morgan Schneiderlin |     | 87' |       |
| Ú             | 19 | Marcus Rashford     |     | 70' |       |
| Trenér:       |    |                     |     |     |       |
| José Mourinho |    |                     |     |     |       |

| Asistenti rozhodčího: Stephen Child Lee Betts Čtvrtý rozhodčí: Bobby Madley |